# Gare de Castres
Gare de Castres vasútállomás Franciaországban, Castres településen.

## Vasútvonalak
Az állomást az alábbi vasútvonalak érintik:
- Castelnaudary–Rodez-vasútvonal
- Castres-Bédarieux-vasútvonal

## Kapcsolódó állomások
A vasútállomáshoz az alábbi állomások vannak a legközelebb:
- Gare de Labruguière (Castres-Bédarieux-vasútvonal)
- Gare de Vielmur-sur-Agout